# 布勞納爾峰

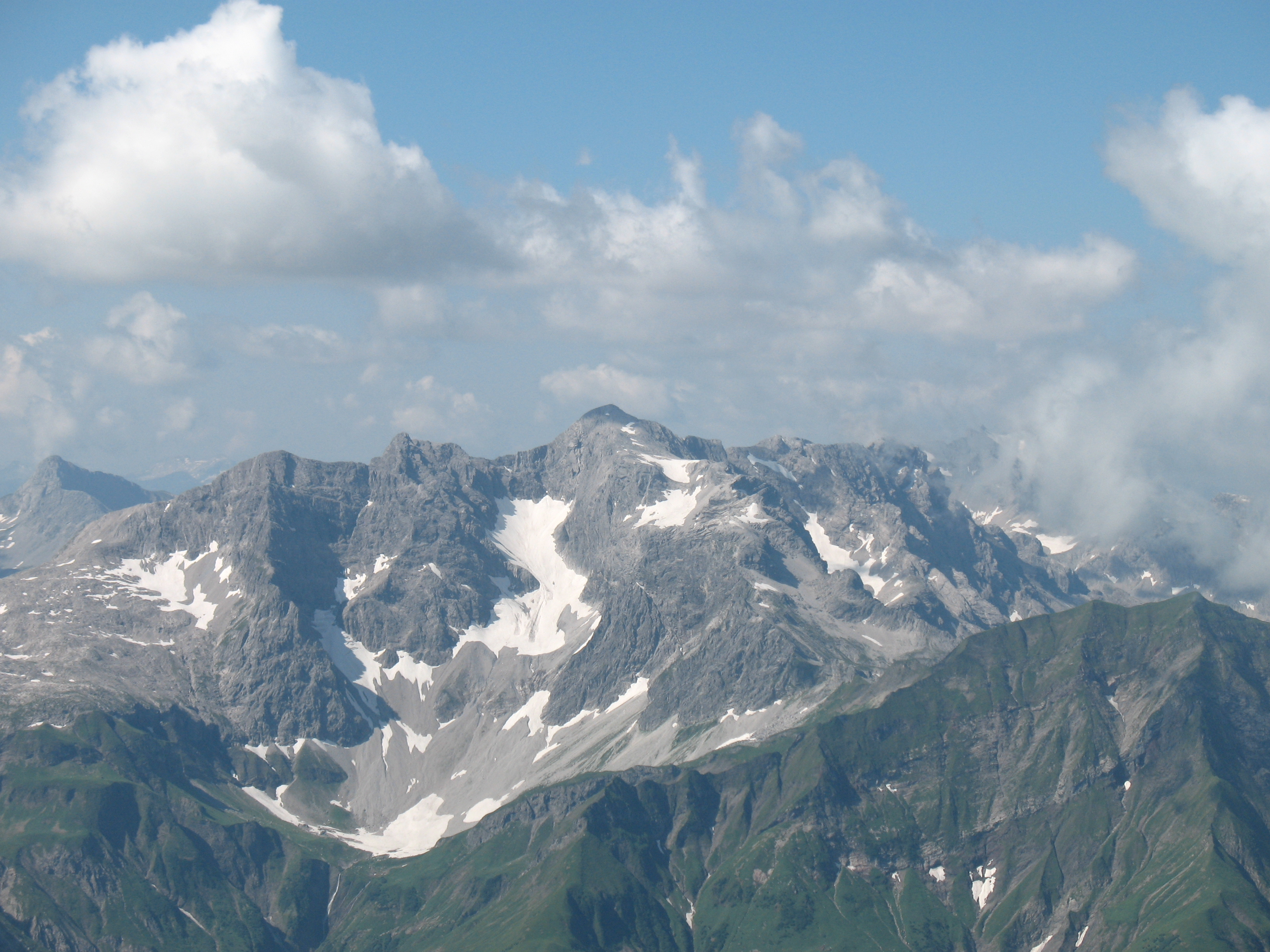

47°13′45″N 10°3′52″E / 47.22917°N 10.06444°E
布勞納爾峰（德語：Braunarlspitze），是奧地利的山峰，位於該國西部，由福拉爾貝格州負責管轄，屬於萊希奎倫山脈的一部分，海拔高度2,649米，每年平均降雨量1,730毫米，人類在1877年首次登頂。